# Peral de Arlanza
Peral de Arlanza es un municipio y villa de España, en el partido judicial de Lerma, comarca de Arlanza, provincia de Burgos, Castilla y León.

## Historia
El pueblo quizás deba su a que en esa localización existía  un puente romano que cruzaba el río Arlanza. Del puente original no existen ya rastro pues fue reconstruido en el Renacimiento y a principios del siglo XX se volvió a reconstruir para que fuera más ancho y resistente.
La villa fue repoblada con intensidad en las primeras décadas del siglo X por mozárabes y habitantes del Reino de León.

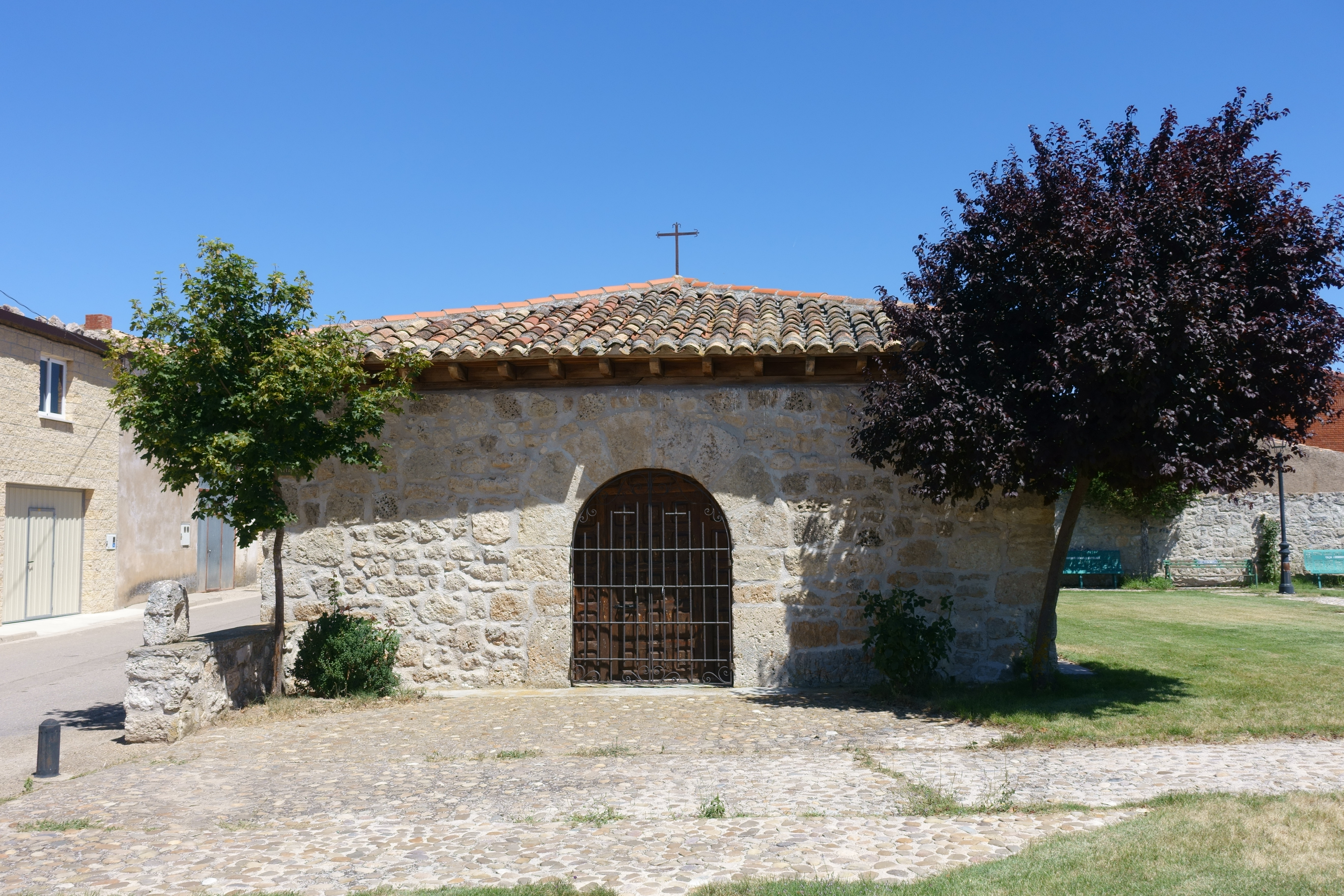
Ermita de la Veracruz

El nombre del pueblo es citado por vez primera en  1048 en el Cartulario de San Pedro de Arlanza, publicación del Monasterio de San Pedro de Arlanza, bajo la denominación de Perale. Dicho pergamino revela que la comarca se encontraba ya perfectamente organizada y la donación del rey Fernando I del Monasterio, cuya iglesia aún existe y esta declarada monumento nacional.
Peral vivía de la ganadería y en ella había con una casa-torre, derribada en el reinado de Enrique II, desde donde se vigilaba un sector del río Arlanza y un acceso a Palenzuela, pueblo al que Alfonso VI concedió un amplio fuero hasta la llegada de Alfonso X.
En 1173, doña Sancha Díaz de Frías entrega al Monasterio de San Salvador de Moral toda la hacienda que poseía en el pueblo. Otras familias de la nobleza como García Fernández de Villamayor, fundador del Monasterio de Santa María la Real, también donó a dicho monasterio sus propiedades en Peral en 1228.
Sobre 1252, el Obispo de Burgos, que organizaba los préstamos, le asignó a Peral 25 maravedíes, el valor de 250 corderos.

## Geografía
Dista 50 km de la capital. Tiene un área de 28,91 km² con una población de 223 habitantes (INE 2004) y una densidad de 7,71 hab/km².

### Núcleos de población

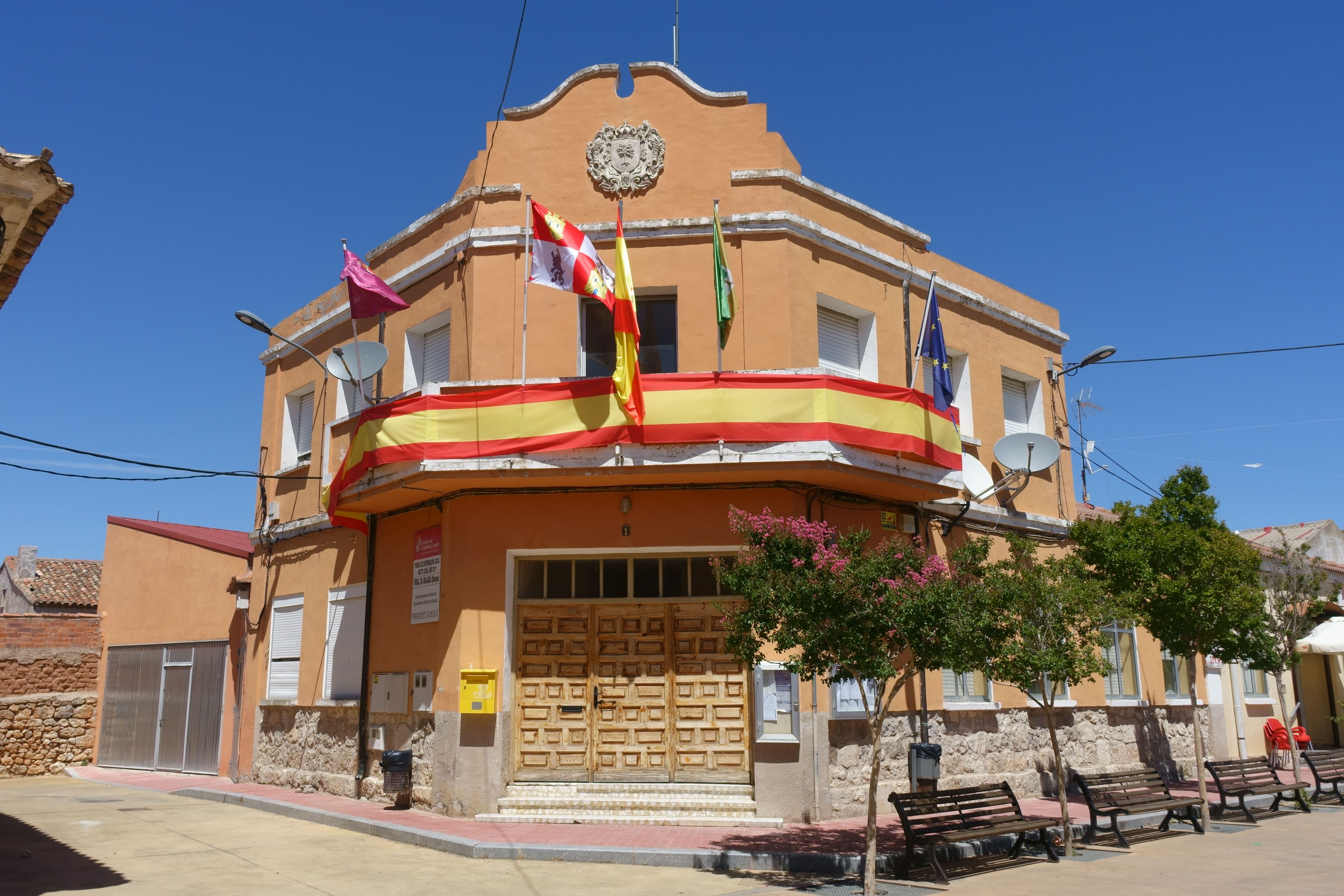
Casa consistorial

Peral es la capital del municipio, que cuenta además con la granja Pinilla, situada a 3,8 km en dirección este, aguas arriba del Arlanza.

## Demografía
Peral de Arlanza cuenta con una población de 170 habitantes (INE 2024).
| Gráfica de evolución demográfica de Peral de Arlanza entre 1842 y 2021 |
| |
| Población de derecho según los censos de población del INE. Población de hecho según los censos de población del INE.Entre el censo de 1857 y el anterior, crece el término del municipio porque incorpora a Pinilla de Arlanza. |

| 1991 |  | 1996 |  | 2001 |  | 2004 |  | 2011 |
| ---- |  | ---- |  | ---- |  | ---- |  | ---- |
| 260  |  | 279  |  | 239  |  | 223  |  | 160  |

## Personas destacadas
- Andrés García Prieto, pintor